# Paul Poiret

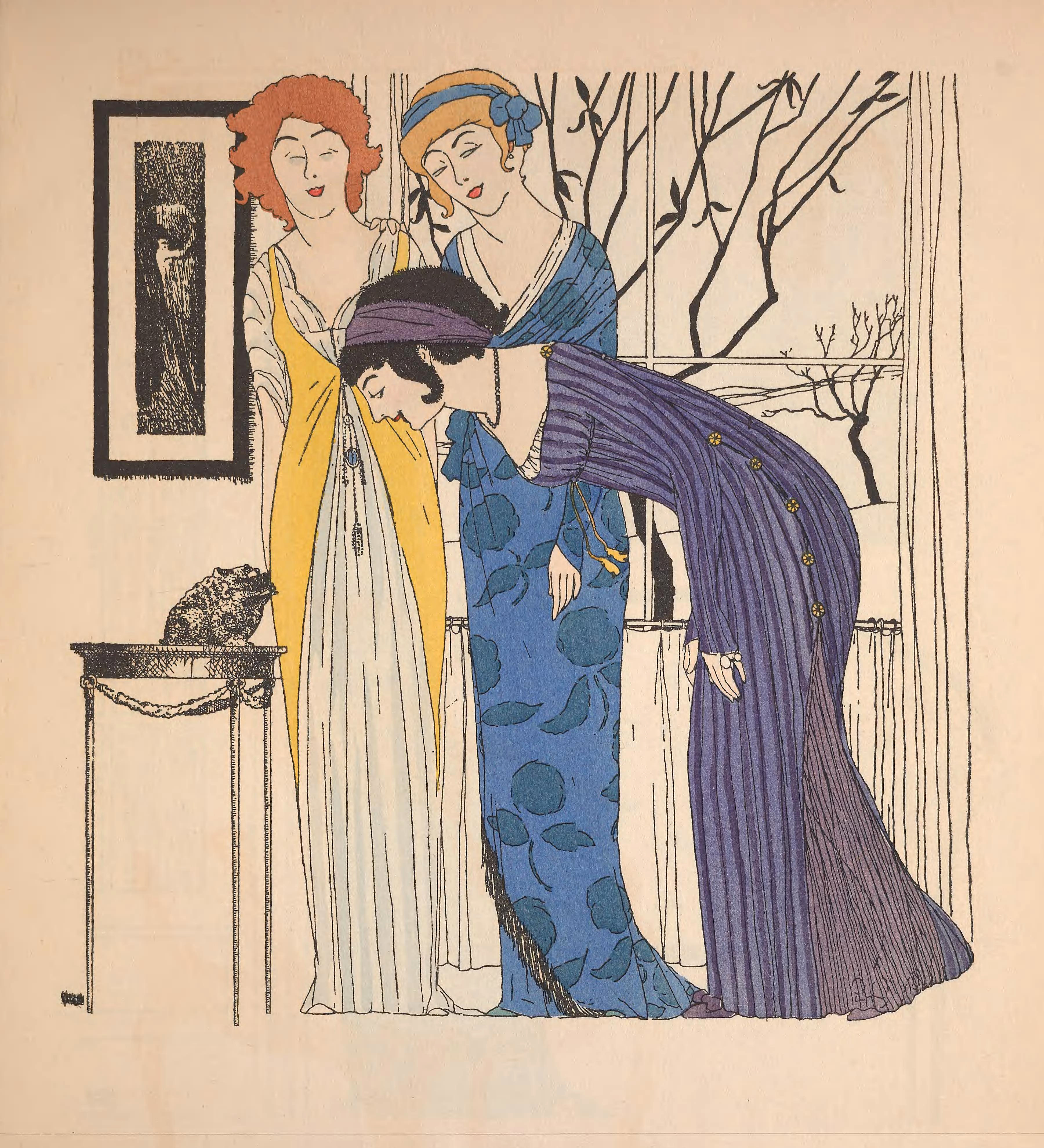
Desen de Paul Poiret, din 1909, prefigurând ceea ce urma să devină un curent artistic important al secolului 20, influentul Art Deco.

Paul Poiret (n. 20 aprilie 1879, Paris, Franța – d. 30 aprilie 1944, Paris, Franța sub ocupație nazistă), a fost un creator de modă francez (în limba franceză,  couturier), din Paris, care a fost în perioada sa maximă de creație și succes comercial la începutul secolului 20, în timpul perioadei cunoscută ca La Belle Époque.
Poiret a mai avut un al doilea vârf al succesului între 1919 și 1925, după terminarea primului război mondial. 

## Ucenicia la maeștri
Paul Poiret a studiat și a lucrat la început pentru designerul de modă Jacques Doucet la sfârșitul anilor 1890. Prima sa realizare a fost o rochie din care s-au vândut cel puțin 400 de exemplare, stârnind atenția și admirația lui Doucet pentru munca sa de calitate. 
Apoi, până la terminarea perioadei sale de ucenicie, a lucrat pentru scurt timp pentru faimoasa House of Worth, casa de modă a celebrului Charles Frederick Worth, supranumit și la pere de haute couture. 
Fiind extrem de talentat, și-a deschis propria sa casă de modă în 1904 la Rue Auber 5. A devenit repede faimos pentru produsele sale pline de frumusețe și rafinament, dar în special pentru realizarea de rochii elegante, atât de zi cât și de seară, în stil oriental și, mai ales, în ambele stiluri, stilul Art Nouveau dominant în epocă și prefigurând stilul Art Deco, care era difuz dar emergent, urmând a fi cu adevărat "botezat" doar în 1925, cu ocazia celebrei Exposition internationale des arts décoratifs et industriels modernes - Expoziției internaționale de arte decorative și industriale moderne, care a lansat nu mai puțin celebra Art Deco.

## Manifestul artistic a lui Paul Poiret
Viziunea lui Poiret, extrem de novatoare pentru întreaga modă feminină contemporană cu el și ulterioară, se poate rezuma la parafraza eliberarea corpului femeii de orice fel de constrângeri. Prin modul în care a conceput toată îmbrăcămintea feminină, inclusiv prin inovațiile sale deosebite în domeniul lenjeriei intime feminine, inventarea sutienului modern fiind una dintre cele mai cunoscute, Paul Poiret a fost un reformator din rădăcini al modei feminine. 
Astfel, în 1909, publică împreună cu Paul Iribe și Georges Lapepe, o broșură intitulată "Les Robes de Paul Poiret", iar în 1911 o a doua intitulată "Les Choses de Paul Poiret". Aceste broșuri prezintă rochii, respectiv alte piese de îmbrăcăminte feminine, ca soluții elegante, simple, nerestrictive fizic și extrem de frumoase, un adevărat manifesto artistic al couturierului.

## Paul Poiret à Paris
Între 1909 și 1914, Paul Poiret a dominat fără egal scena pariziană de haute couture. Astfel, Poiret este primul creator de modă care a lansat, în 1911, propriul său parfum, numit Rosine după fata sa cea mai mare. De asemenea, cu aceeași ocazie, a lansat o linie de cosmetice proprii, fiind și primul creator de modă care a lansat o adevărată modă a pieselor de lenjerie intimă, croite pentru femei reale din lumea reală, părăsind definitiv moda corsetelor de tip „armură,” extrem de stânjenitoare, dar realizatoare de „talie de viespe,” dar care stânjeneau puternic funcția respiratorie a bietelor purtătoare. 

Artista, devenită apoi creatoare de modă Jeanne Lanvin și creatorul de modă Poiret și-a dat mâna în această realizare Le Bon Ton.

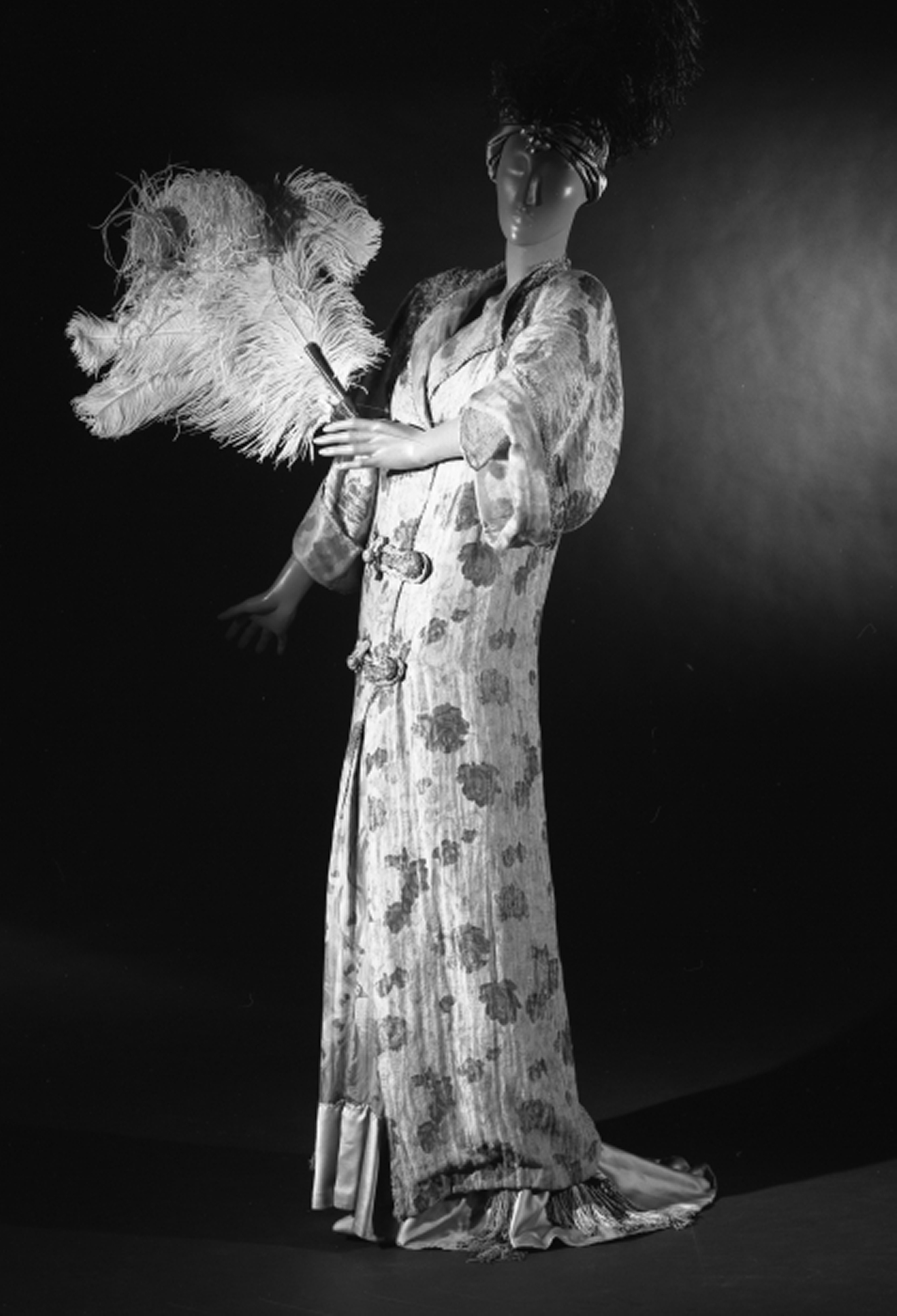
Haină de seară, Paul Poiret

Printre designerii și artiștii celebrii ai timpului se număra și Raoul Dufy, care a fost angajat de Poiret, în anul 1909, să designeze motive pentru textilele folosite de acesta în designarea, realizarea și confecționarea pieselor sale de îmbrăcăminte. 
Inspirat de către Art Nouveau, fiind totodată un precursor în domeniul său a ceea ce urma să devină Art Deco, Paul Poiret a creat haine cu motive bogate și complexe, lejere, largi, de tip manta sau togă, cu culori vii și contrastante, având un clar aer exotic, încorporând în produsele sale elemente de îmbrăcăminte din hainele purtate în viața de zi cu zi de oamenii din Asia Mică, Orientul Mijlociu și Asia de est. 
Semnătura imagistică a creatorului de modă Paul Poiret a fost trandafirul, servind simultan și ca element decorativ al creaților sale. Ca semnătură, pusă distinctiv pe unul din produsele sale, roza lui Poiret indica o piesă de îmbrăcăminte de care designerul era mândru. Paul Iribe, un artist grafic și designer de bijuterii, același cu care Poiret a realizat în 1909 / 1911 broșurile manifestului său artistic, este artistul care a realizat și eticheta comercială a lui Poiret, desenul unui trandafir, însoțit de textul lui grafic Paul Poiret à Paris.

## Stagnarea și declinul
Primul Război Mondial a stopat foarte multe destine, a dus la declinul unei anumite epoci și a unui anumit fel de a vedea și realiza lucrurile. O altă lume, și mai ales, o altă Europă se „năștea.” Printre „victimele” mai târzii ale acestei perioade s-a numărat și Paul Poiret, care fără a înceta a fi creativ și artistic, a suferit un declin accelerat la sfârșitul decadei 1921 - 1930, datorat în parte și apariției a noi creatori de modă, așa cum ar fi Coco Chanel. 
După recesiunea firească din timpul anilor războiului, 1914 - 1918, a urmat o perioadă în care popularitatea și interesul față de hainele și produsele sale au crescut până un maximum care a coincis cu expoziția de la Paris din 1925 (Exposition des Arts Decoratifs), aceeași expoziție care a adus lumii conceptul de Art Deco. După acest an de vârf, atracția exercitată de produsele lui Poiret s-a diminuat treptat, dispărând complet la sfârșitul anilor anii 1920. 
În 1929, din păcate, artistul și „regele neîncoronat” al modei perioadei La Belle Epoque, Paul Poiret, a trebuit să admită inevitabilitatea declinului succesului său, compania sa devenit falită. După durerosul proces de lichidare, Poiret a trăit următorii 15 ani în condiții de mari lipsuri financiare și a murit în 1944 aproape în mizerie și total ignorat. 

## Excentricitate în plinăLa Belle Epoque
Poiret era celebru în epocă pentru petrecerile fastuoase pe care le organiza. Spre exemplu, una dintre acestea, supranumită „A o mie și doua noapte” (inspirată de povestea celor O mie și una de nopți), ținută în noaptea de 24 spre 25 iunie 1911, a avut peste 300 de invitați care trebuiau să fie îmbrăcați în costume orientale. În cazul în care oaspeții veneau impropriu îmbrăcați, ei aveau fie opțiunea de a-și schimba hainele cu care veniseră cu haine orientale pe care gazda le furniza sau erau poftiți să părăsească petrecerea. 

## Re-descoperirea lui Paul Poiret în 2005
În aprilie 2005, la Paris, un comerciant de „haine vechi,” Francoise Auguet, a organizat o expoziție, urmată de o vânzare la licitație a 600 de haine de aceeași mărime, toate realizate de Paul Poiret pentru soția sa, Denise. Toate aceste haine, aflate în excelentă condiție, au fost păstrate pentru mai bine de jumătate de secol în dulapurile casei uneia din nepoatele lui Poiret. 
Expoziția a fost un succes remarcabil, atât ca un eveniment monden cât și ca reușită financiară, vânzarea producând o sumă echivalentă a peste 2 milioane de dolari americani. Întreaga garderobă a Denisei Poiret, realizată în maniera prêt-à-porter, conținând rochii, tunici, robe, deux-pieces, pantaloni, bluze, ... realizate în cele mai variate stiluri europene, exotice, antice și moderne a uimit o generație care uitase sau nu știuse niciodată cine fusese, de fapt, marele, inegalabilul, Paul Poiret. 
Couturierul Azzedine Alaia, unul dintre creatorii de modă contemporani cu un acut simț al istoriei modei, el însuși un colecționar de piese de îmbrăcăminte, a fost parte integrantă a reușitei evenimentului oferind clădirea propriei sale case de modă pentru expoziția ce a precedat vânzarea colecției lui Paul Poiret.

## Parfumuri
- Parfums de Rosine (1911)
- Nuit Persane (1911)
- Le Minaret (1912)
- Aladin
- Arlequinade
- Borgia
- Fruit Défendu
- Nuit de Chine

### Alte referințe
- P. White (1973),
- Y. Deslandres (1987),
- A. MacKrell (1990) și
- F. Baudot (1997).